# Хецелин
Хецелин I или Хецел, Хецило, Херман (на немски: Hezzelin, Hezilo, Hermann; † 20 ноември 1033, погребан в Браувайлер) от фамилията Ецони, е граф в Цюлпихгау и Айфелгау, фогт на Корнелимюнстер. Основава страничната линия Хецелиниди.

## Произход
Той е вторият син на Херман I († 996), лотарингски пфалцграф, и на Хайлвиг от Дилинген от фамилията на Свети Улрих Аугсбургски, епископ на Аугсбург. Внук е на Еренфрид II, граф на Рейн в Цюлпихгау от фамилията Ецони, и на Рихвара от Цюлпихгау. Брат е на Ецо († 1034), пфалцграф на Лотарингия от 1015 г.

## Фамилия
Хецелин I се жени за дъщеря на Конрад I († 1011), херцог на Каринтия от фамилията на Салиите. Той има двама сина:
- Хайнрих I („Furiosus“, † 29 юли 1060), пфалцграф на Лотарингия от 1045 до 1060 г., женен за Матилда (1025 – 1060), дъщеря на Готцело I, херцог на Долна Лотарингия
- Конрад III от Цюлпихгау († 1061), херцог на Каринтия и маркграф на Верона от 1056 до 1061 г.